# Leptodesmia
Leptodesmia es un género de plantas con flores con siete especies perteneciente a la familia Fabaceae.

## Especies
- Leptodesmia bojeriana
- Leptodesmia congesta
- Leptodesmia lespedezioides
- Leptodesmia monosperma
- Leptodesmia perrieri
- Leptodesmia pulchella
- Leptodesmia radiata